# Байрашева, Зюгра Гиреевна
Зюгра́ Гире́евна Байра́шева (тат. Зөһрә Гәрәй кызы Бәйрәшева) (1906, Касимов, Рязанская губерния, Российская империя — 1984, Казань, ТАССР, СССР) — певица (лирическое сопрано), педагог, профессор, Народная артистка ТАССР (1967 год).

## Биография
Родилась в городе Касимове Рязанской губернии в 1906 году.
Получила образование в Казанском музыкальном училище у Е. Г. Ковельковой. Окончила Московскую государственную консерваторию в 1931 году (класс сольного пения В. Н. Петровой-Званцевой, Л. Я. Шор-Плотниковой, оперной подготовки — Н. С. Голованова, Л. В. Баратова), Татарскую оперную студию при Московской консерватории — в 1938 году (класс Н. Райского).
В Казанской государственной консерватории — 1947—1972, 1983—1984 годы. Профессор (1962 год), заведующая кафедрой сольного пения (1955—1971 годы).
В 1938—1948 годах — солистка Татарского театра оперы и балета. Первая исполнительница центральных партий в первых татарских операх «Сания» и «Эшче». Участница всесоюзных конференций по вопросам подготовки вокальных кадров в вузах. В 1972—1983 годах — профессор, заведующая кафедрой Уфимского института искусств.
По классу вокального ансамбля Байрашевой З. Г. окончило консерваторию свыше 100 певцов, среди которых видные представители казанской и уфимской вокальных школ. Среди учеников: Е. Абросимова, И. Газиев, Р. Гареев, Э. Заляльдинов, И. Ишбуляков, Ф. Кильдиярова, В. Лазько, Н. Лучинина,  В. Мустафин, Г. Сайфуллина, П. Солнцев, В. Тирон, З. Хисматуллина, В. Храмов, И. Шакиров, К. Шамсутдинова, К. Якубов.

## Награды и звания
- Орден «Знак Почёта» (14 июня 1957 года).
- Народная артистка ТАССР (1967 год).

## Репертуар
Основные партии:
- Микаэла («Кармен» Ж. Бизе)
- Чио-Чио-сан («Чио-Чио-сан» Дж. Пуччини)
- Маргарита («Фауст» Ш. Гуно)
- Татьяна («Евгений Онегин» П. Чайковского)
- Райхана («Качкын» Н. Жиганова)
- Бибисара («Ирек» Н. Жиганова)
- Сажида («Ильдар» Н. Жиганова)
- Аембике («Тюляк» Н. Жиганова).

## Сочинения
Байрашева З. Г. Опыт работы с национальными певцами в Казанской государственной консерватории. Из педагогического опыта Казанской консерватории. — Казань, 1996.